# Norvianel Naar
Norvianel Nurvelo Naar (nacido el 12 de junio de 1986) es un futbolista internacional de Curazao que juega como delantero; su actual equipo es el CRKSV Jong Colombia de la primera división del Fútbol de las Antillas Neerlandesas.

## Trayectoria
- Undeba  2005-2012

- CRKSV Jong Colombia  2012-presente